# Franklinexpeditionen 1845

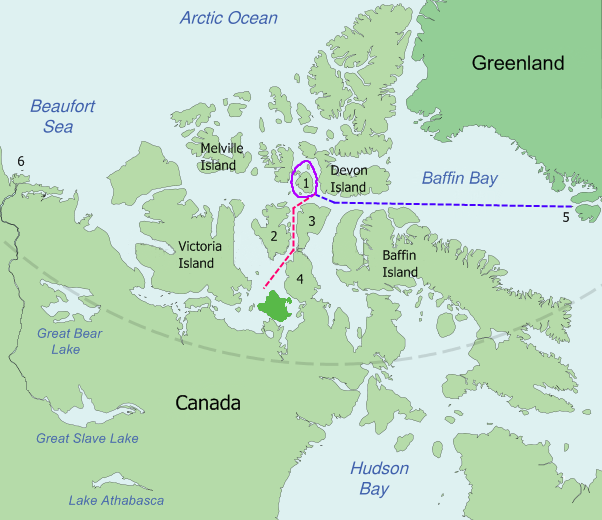
Karta över Erebus och Terrors troliga rutter under Franklins försvunna expedition.
Diskobukten (5) till Beechey, 1845.
Rundade Cornwallis (1), 1845.
Beechey nedför Peel Sound mellan Prince of Wales Island&(2), Somerset Island(3) och Boothiahalvön(4) till närheten av King Williams land, 1846.
Diskobukten(5) ligger omkring 3 200 kilometer från Mackenzieflodens mynning(6).

Franklinexpeditionen var en brittisk upptäcktsresa för att utforska Arktis och som under ledning av kapten sir John Franklin lämnade England 1845. Franklin var marinofficer och en erfaren forskningsresande och hade tjänstgjort under tre tidigare Arktisexpeditioner, varav de två sista som chef. Hans fjärde och sista resa genomfördes då han var 59 år gammal och var tänkt att gå genom den sista outforskade delen av Nordvästpassagen. Hela expeditionen, Franklin och 128 besättningsmän, dog till följd av både naturliga och onaturliga orsaker efter att deras fartyg frusit fast i isen i Victoriasundet nära King Williams land i norra Kanada. Expeditionen brukar betraktas som en av de största tragedierna i upptäcktsresandets historia.
Efter påtryckningar från Jane Franklin (Franklins fru) och andra skickade amiralitetet 1848 en sökningsexpedition för att leta efter den försvunna expeditionen. Delvis tack vare Franklins berömmelse och amiralitetets erbjudande om en hittelön kom många efterföljande expeditioner att delta i sökandet, som vid ett tillfälle 1850 bestod av 11 brittiska och 2 amerikanska fartyg. Flera av dessa samlades på ön Beecheys östkust där de första kvarlevorna efter Franklinexpeditionen hittades, bland annat gravarna över tre av besättningsmedlemmarna. Då upptäcktsresanden John Rae inspekterade norra Kanada sydost om King Williams land 1854, hittade han kvarlevor och fick höra inuiters berättelser om Franklinsällskapet. Francis Leopold McClintock ledde en sökning 1859 och hittade då anteckningar på King Williams land med detaljer om expeditionens öde. Sökningarna fortsatte under en stor del av 1800-talets andra hälft.
Ett forskningsteam lett av antropologiprofessorn Owen Beattie vid University of Alberta, påbörjade 1981 en serie vetenskapliga studier av gravar, kroppar och andra fysiska bevis efter Franklins besättning på Beechey och King Williams land. De kom fram till att besättningsmedlemmarna vars gravar hade hittats på Beechey sannolikt hade dött av lunginflammation och möjligen tuberkulos samt att blyförgiftning av dåliga lödningar på matkonserver kunde vara en trolig dödsorsak. Skärsår på skelettdelar som hittades på King Williams land sågs som spår av kannibalism. De samlade bevisen av alla studier visade att köld, hunger, blyförgiftning och sjukdomar (bland annat skörbjugg) dödade besättningen under Franklins sista expedition.
Trots den misslyckade expeditionen framställde viktorianska media Franklin som en hjälte. Sånger skrevs om honom, statyer restes i hans hemstad Spilsby och London, och Tasmanien gav honom förtjänsten av att ha upptäckt Nordvästpassagen. Franklins försvunna expedition har varit temat i många konstverk, dikter, noveller, romaner och TV-dokumentärer.
Decennier av efterforskningar och ett stort antal sökexpeditioner försökte förgäves lokalisera de båda skeppen. Det var först 2014 som HMS Erebus återfanns, och två år därefter påträffades även HMS Terror. Den kanadensiska förvaltningsmyndigheten Parks Canada hade givits betydande ledtrådar av inuiter som i egen regi genomfört expeditioner efter uppgifter från muntlig tradition.

## Bakgrund

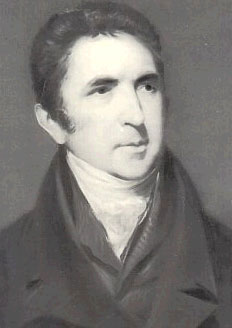
Sir John Barrow förespråkade arktiska upptäcktsresor under sin långa period som vice ordförande i amiralitetet.

Européernas sökande efter en nordlig genväg från Europa till Asien tog sin början med Christofer Columbus resor 1492 och fortsatte fram till mitten av 1800-talet med en lång rad forskningsexpeditioner som huvudsakligen hade sitt ursprung i England. Dessa mer eller mindre framgångsrika resor bidrog till den europeiska geografiska kunskapen om det västra halvklotet, framför allt Nordamerika, och när den kunskapen ökade vändes gradvis blickarna mot norra Kanada. Bland de upptäcktsresanden från 1500- och 1600-talet som gjorde upptäckter av Nordamerika fanns Martin Frobisher, John Davis, Henry Hudson och William Baffin. Hudson bay-kompaniet bildande 1670 ledde till ytterligare utforskning av den kanadensiska kusten och inlandet samt de Arktiska haven. Bland upptäckarna under 1700-talet fanns James Knight, Christopher Middleton, Samuel Hearne, James Cook, Alexander MacKenzie och George Vancouver. Omkring 1800 visade deras upptäckter att det inte fanns någon farbar nordvästlig passage för fartyg på de kalla breddgraderna mellan Stilla havet och Atlanten.
Sir John Barrow blev amiralitetets vice ordförande 1804, en post han innehade till 1845, och började att försöka övertala marinen att slutföra Nordvästpassagen norr om Kanada och navigera mot nordpolen. Under de följande fyra decennierna gjordes framgångsrika resor till det kanadensiska Arktis, bland annat av upptäckarna John Ross, David Buchan, William Edward Parry, Frederick William Beechey, James Clark Ross, George Back, Peter Warren Dease och Thomas Simpson. Bland dessa upptäckare fanns John Franklin, vice befälhavare under en expedition mot nordpolen 1818 med fartygen Dorothea och Trent samt ledare för en landexpedition längs Kanadas arktiska kust 1819-1822 och 1825–1827. Omkring 1845 hade de samlade upptäckterna under dessa expeditioner minskat de viktiga okända delarna av kanadensiska Arktis till ett område på ungefär 181 300 kvadratkilometer. Det var till detta okända område Franklin skulle segla och då resa västerut genom Lancastersundet och därefter väster och söderut när is, land och andra hinder uppstod, för att slutföra upptäckten av Nordvästpassagen. Distansen som skulle genomföras var omkring 1 670 kilometer.

## Förberedelser

### Befälhavare

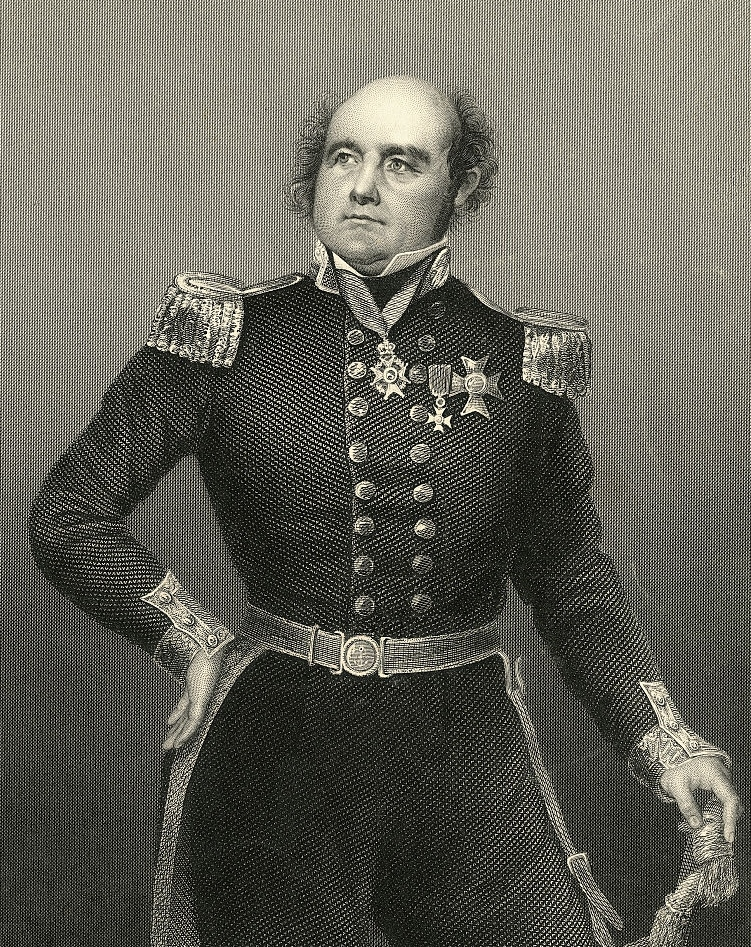
Sir John Franklin var Barrows motvilliga val att leda expeditionen.

Barrow, som var 82 år och i slutet av sin karriär, övervägde noga vem som skulle leda expeditionen för att slutföra upptäckten av Nordvästpassagen och kanske skulle hitta vad Barrow trodde var ett isfritt hav vid nordpolen. Parry, som var hans förstaval, var trött på Arktis och avböjde förfrågan. Även hans andraval, James Clark Ross, avböjde eftersom Ross hade lovat sin nya fru att han var klar med Arktis. Barrows tredjeval, James Fitzjames, nekades av amiralitetet på grund av hans unga ålder. Barrow funderade på George Back men trodde att det skulle bli för mycket diskussioner med honom. Francis Crozier var av för låg börd och irländare vilket talade emot honom. Motvilligt föll valet till slut på den 59-årige Franklin. Expeditionen skulle bestå av de två fartygen HMS Erebus och HMS Terror, som båda hade tjänstgjort i Antarktis under James Clark Ross. Fitzjames fick befälet över Erebus och Crozier, som hade haft befälet över Terror under Antarktisexpeditionen, blev befälhavare och kommendör över Terror. Franklin utsågs till befälhavare över expeditionen 7 februari 1845 och han fick sina officiella instruktioner 5 maj samma år.

### Fartyg, besättning och förnödenheter
HMS Erebus, 378 ton och HMS Terror, 336 ton, var stabila fartyg utrustade med de senaste uppfinningarna. Ångmaskinen på Erebus kom från London and Greenwich Railway och den på Terror kom troligen från London and Birmingham Railway. De gjorde att fartygen kunde ta sig fram i 7,4 kilometer i timmen av egen kraft. Bland den övriga avancerade tekniken fanns bommar förstärkta med tunga bjälkar och stålbeslag, en uppvärmningsanordning för inomhuskomforten, propellrar och järnroder som kunde dras in i järnbepansrade fack för att skydda mot skador, bibliotek ombord med över 1 000 böcker samt tre års förbrukning av konserverad mat. En del konserver tillverkades av Stephen Goldner, som fick kontraktet 1 april 1845, sju veckor innan Franklin satte segel. Goldner arbetade i snabb takt för att kunna leverera 8 000 konservburkar som senare visade sig ha blylödningar som var "tjocka och slarvigt gjorda och droppade som stearinljus på burkarnas insida".
Den största delen av besättningen var engelsmän, många från norra England, samt ett mindre antal irländare och skottar. Vid sidan av Franklin och Crozier var de enda som hade erfarenhet av Arktis en assisterande läkare och två isexperter.

## Försvinnande
Expeditionen satte segel från Greenhithe i England på morgonen 19 maj 1845, med en besättning på 24 officerare och 110 man. Fartygen gjorde ett kort uppehåll i Stromness Harbour på Orkneyöarna i norra Skottland och därifrån seglade de till Grönland tillsammans med HMS Rattler och fraktfartyget Barretto Junior.

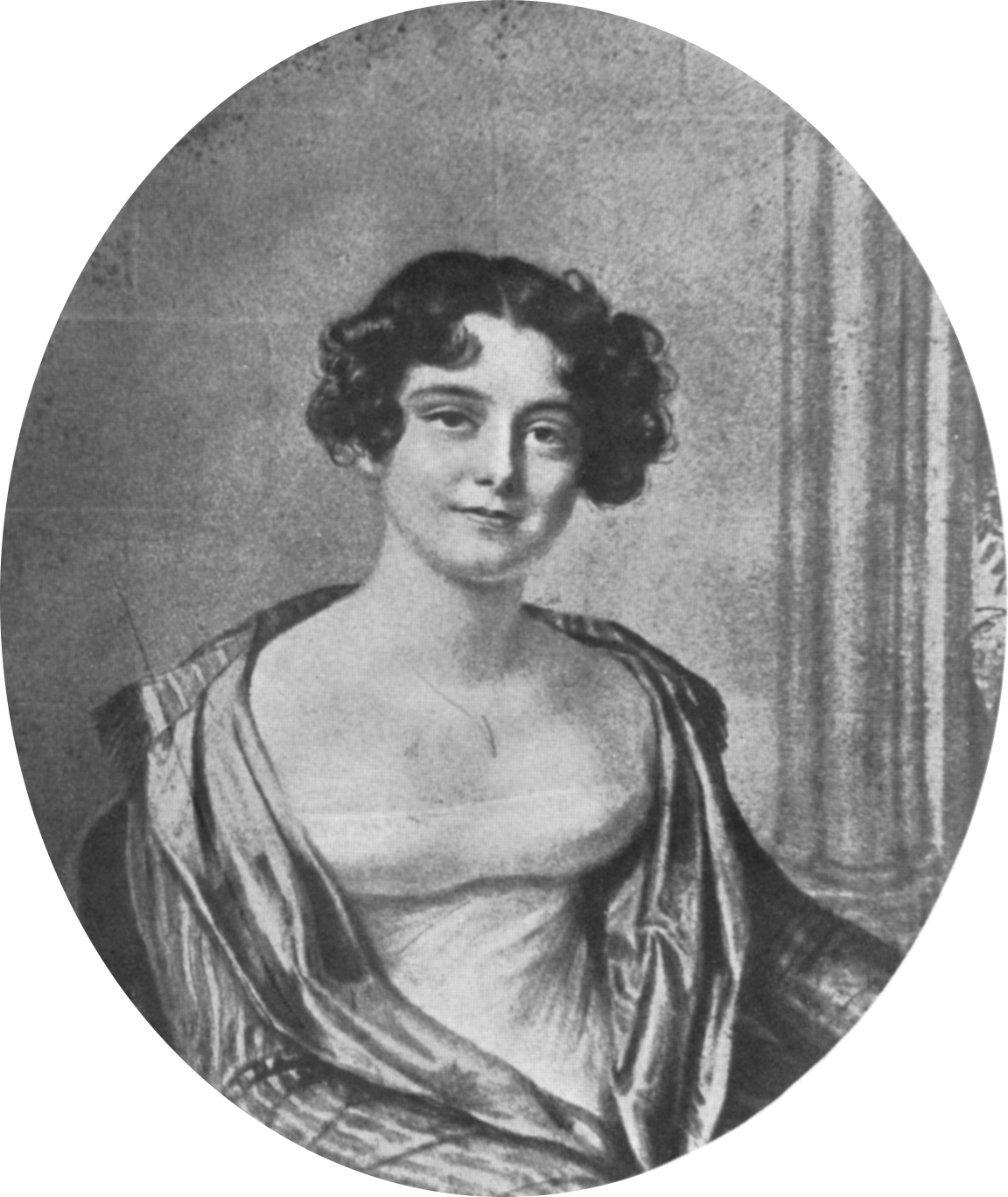
Jane Griffin (senare Lady Jane Franklin), 1815. Hon gifte sig med John Franklin 1828, året innan han adlades.

På en ö i Diskobukten utanför Grönlands västkust slaktades 10 oxar som hade fraktats dit av Baretto Junior, för färsk mat. Förnödenheter flyttades från Terror till Erebus och besättningsmännen skrev sina sista brev hem. Innan expeditionen slutligen avgick, avskedades fem man ur besättningen och skickades hem med Rattler och Barretto Junior, vilket minskade fartygens slutliga besättning till 129 man. Expeditionen sågs sista gången av européer i augusti 1845 när kapten Dennet och kapten Robert Martin på valfångstfartygen Prince of Wales respektive Enterprise såg Terror och Erebus i Baffinbukten, där de väntade på bättre förutsättningar för att ta sig till Lancastersundet.
Under de följande 150 åren försökte andra expeditioner, forskare och vetenskapsmän kartlägga vad som hände efter Baffinbukten. Franklins män övervintrade 1845-1846 på Beechey, där tre man omkom och begravdes. Terror och Erebus fastnade i isen utanför King Williams land i september 1846 och tog sig aldrig loss. Enligt en anteckning daterad 25 april 1848 och lämnad på ön av Fitzjames och Crozier, avled Franklin 11 juni 1847. Besättningen hade övervintrat på King Williams land 1846–1847 samt 1847–1848, och den återstående besättningen hade planerat att börja gå till fots 26 april 1848 mot Backs flod på det kanadensiska fastlandet. Nio officerare och femton man hade redan dött och en övervägande majoritet av de övriga skulle dö längs vägen, de flesta på ön och ytterligare 30-40 på fastlandets norra kust, långt från närmaste bebyggelse. Det misstänks att de kvarvarande männen på grund av detta insåg att det var omöjligt att ta sig därifrån till fots och de som kunde återvände till skeppen på öns norra del. Något år senare försökte de sista männen som fortfarande levde återigen ta sig söderut till fots, de antas ha dött längs vägen av svält och köld. Det finns dock indicier som tyder på att en del av expeditionens medlemmar lyckades överleva flera år på isen. Det finns ett flertal insamlade vittnesmål från olika inuiter som uppger att de stött på männen från expeditionen vid ett flertal olika tillfällen, vilket bland annat ligger till grund för teorin om att männen ska ha återvänt till skeppen åtminstone en gång. Det sista vittnesmålet om männen från expeditionen kommer från en inuit som på hösten 1851 fann fyra döende och svårt köldskadade vita män på det kanadensiska fastlandets norra kust, de hade då tillbringat 6 år i arktis. Inuiten tog de fyra männen till sitt läger och lät dem tillbringa vintern där, de fyra männen ska ha uppget för inuiten att de var de sista överlevande från expeditionen. När våren kom gav de fyra männen inuiten ett befälsvärd som tack, det skulle senare konstateras att svärdet tillhörde HMS Erebus befälhavare löjtnant James FitzJames, vilket kan tyda på att han var en av de sista fyra överlevande. De fyra männen begav sig under våren 1852 vidare mot söder, därefter är deras öde okänt. Det finns dock ytterligare ett vittnesmål från en inuit från det kanadensiska inlandet som uppgav att han kan ha sett Francis Crozier och en annan vit person i närheten av samhället Baker Lake i nunavuts inland någon gång mellan 1852 och 1858, denna vittnesuppgift är dock ytterst osäker. .

## Tidiga eftersökningar

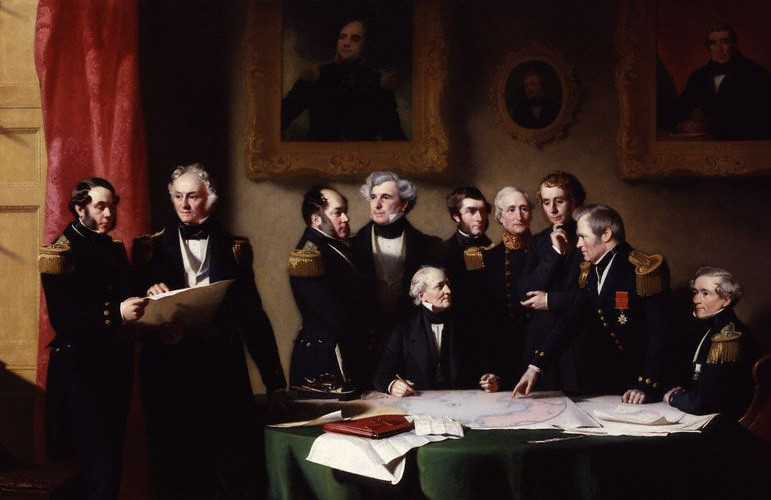
"Arktisrådet planerar sökningarna efter sir John Franklin, 1851, målning av Stephen Pearce.

Efter att två år hade passerat utan att någon hört något från Franklin, växte oron bland allmänheten. Lady Jane Franklin, liksom parlamentsmedlemmar och brittiska tidningar, uppmanade amiralitetet att sända en sökexpedition. Amiralitetet upprättade då en trepunktsplan som sattes i verket under våren 1848 och som skickade en landburen räddningsexpedition, ledd av sir John Richardson och John Rae, som skulle gå från Mackenziefloden längs Kanadas norra kust. Rae hade redan 1846-47 genomfört en egen forskningsfärd på uppdrag av Hudson Bay-kompaniet, dels för att undersöka kuststräckorna mellan Boothiahalvön och Victoria Island, dels för att söka efter spår av Franklin. Tillsammans med ett dussin män tog han sig sommaren 1847 fram till näset mellan Boothiahalvön och fastlandet; kort därefter tvingades man vända på grund av snöblindhet och brist på proviant. Gruppen återvände till Fort York vid Hudson Bay utan att ana att de befunnit sig några dagsmarscher från Franklins infrusna skepp.
Två expeditioner sattes in till havs, varav en gick till arktiska Kanadas arkipelag genom Lancastersundet och en gick in från Stilla havet. Utöver detta erbjöd amiralitetet en belöning på 20 000 pund till räddningsstyrkor från vilket land som helst som kunde undsätta besättningarna på de fartyg som leddes av sir John Franklin.
Många deltog i sökandet, bland annat 11 brittiska och 2 amerikanska fartyg 1850. Flera av dessa samlades på Beecheys östkust, där de första kvarlevorna av den försvunna besättningen hittades, bland annat gravarna över John Torrington, John Hartnell och William Braine. Inga meddelanden från Franklinexpeditionen hittades på platsen.

## Sökningar på land

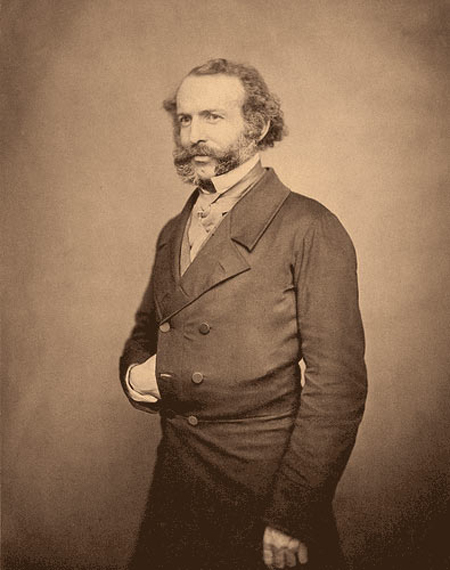
John Rae fick de första kvarlevorna från Franklinexpeditionen av inuiterna och rapporterade om hunger och kannibalism bland de döende besättningsmedlemmarna.

När John Rae 1854 återkom till Boothiahalvön på en ny forskningsfärd för Hudson Bay-kompaniets räkning hittade han ytterligare bevis för de försvunna männens öde. Rae träffade en inuit nära Pelly Bay (nuvarande Kugaaruk) 21 april 1854, som berättade om ett sällskap på 35-40 män som hade dött av hunger nära Backs flods mynning. Andra inuiter bekräftade berättelsen som även innehöll rapporter om kannibalism bland de döende sjömännen. Inuiten visade Rae flera föremål som konstaterades ha tillhört Franklin och hans besättning. Rae köpte exempelvis flera silvergafflar och skedar som senare identifierades som ägodelar tillhörande Fitzjames, Crozier, Franklin och Robert Osmer Sargent, en matros ombord på Erebus. Raes rapport skickades till amiralitetet, som i oktober uppmanade Hudson bay-kompaniet att skicka en expedition till Backs flod för att försöka finna ytterligare spår efter Franklin och hans män.
Nästa sällskap som gav sig iväg för att söka var kommissionären James Anderson och Hudson bay-anställde James Stewart, som reste norrut med kanot till Backs flods mynning. I juli 1855 berättade ett sällskap inuiter för dem om en grupp vita som hade svultit till döds längs kusten. I augusti hittade Anderson och Stewart en träbit med inskriptionen "Erebus" och en annan med texten "Mr. Stanley" (läkare ombord på Erebus) på ön Montreal i Chantreyviken, där Backs flod mynnar ut i havet.
Trots Raes och Andersons fynd planerade amiralitetet inte någon ny egen sökning. Storbritannien förklarade 31 mars 1854 besättningen omkomna under tjänst. Lady Franklin, som inte lyckades övertyga regeringen att tillsätta en ny sökningsexpedition, tillsatte personligen ytterligare en expedition under ledning av Francis Leopold McClintock. Fartyget, ångskonerten Fox som köpts in för bidrag från allmänheten, lämnade Aberdeen 2 juli 1857. 

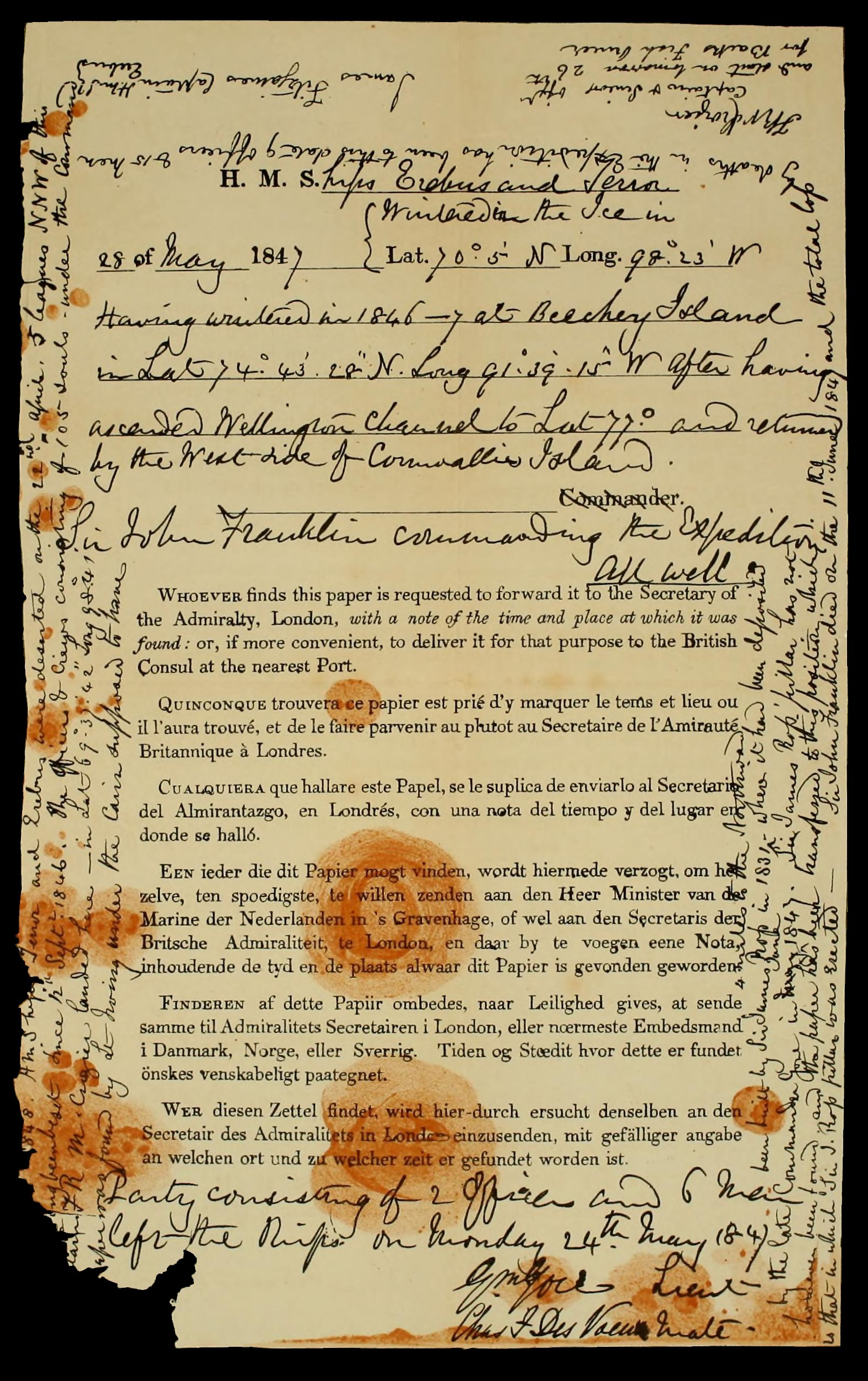
Anteckningen som McClintock hittade i maj 1859 i ett stenröse söder om Backbukten på King Williams land, med detaljer om Franklinexpeditionens öde.

I april 1859 skickades slädstyrkor ut från Fox för att söka på King Williams land. Truppen som leddes av Royal Navy-löjtnanten William Hobson hittade 5 maj ett dokument skrivet av Crozier och Fitzjames i ett stenröse. Det innehöll två meddelanden, Det första var daterat 28 maj 1847 och sade att Erebus och Terror hade övervintrat i isen utanför King Williams lands nordvästra kust och tidigare övervintring hade skett på Beechey efter att de hade rundat ön Cornwallis. Meddelandet sade "Sir John Franklin leder expeditionen. Allt är bra ". Det andra meddelandet var skrivet i marginalen på samma papper och var mer olycksbådande. Det var daterat 25 april 1848 och rapporterade att Erebus och Terror hade suttit fast i isen under ett och ett halvt år och att besättningen hade övergett fartygen 22 april. 24 officerare och besättningsmän hade omkommit, däribland Franklin 11 juni 1847, endast två veckor efter den första anteckningen. Crozier ledde expeditionen och de 105 överlevande planerade att gå till fots söderut mot Backs flod, med början dagen efter.
McClintockexpeditionen fann även människoskelett på King Williams lands sydkust. De hade fortfarande kläderna på och dessa söktes igenom, varvid de hittade papper med bland annat underofficer Henry Peglars sjömanscertifikat. Certifikatet låg dock i en stewards uniform så det troliga var att kroppen var efter Thomas Armitage, vapenförrådssteward på HMS Terror och kollega till Peglar. På en annan plats, i de västliga utkanterna av ön, hittades en livbåt med två skelett och kvarlevor från Franklinexpeditionen. I båten fanns en stor mängd övergiven utrustning, bland annat skor, sidennäsdukar, tvål, tvättsvampar, tofflor, kammar samt många böcker, däribland Prästen i Wakefield. McClintock hämtade även in vittensmål från inuiterna om expeditionens katastrofala slut.

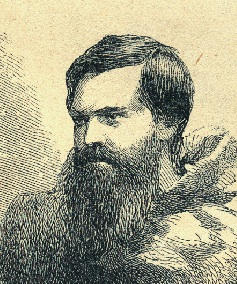
Charles Francis Hall

Två expeditioner mellan 1860 och 1869 ledda av Charles Francis Hall, som levde tillsammans med inuiterna nära Frobisherbukten på Baffinön och senare vid Repulsebukten på Kanadas fastland, hittade läger, gravar och kvarlevor på King Williams lands sydkust men han trodde inte att någon överlevande från Franklinexpeditionen fanns bland inuiterna. Han drog slutsatsen att hela besättningen hade omkommit men att de officiella registren från expeditionen kunde hittas under ett stenröse. Med hjälp av sina guider Ebierbing och Tookoolito, registrerade Hall hundratals sidor med vittnesmål från inuiterna. I detta material fanns uppgifter om besök på Franklins fartyg och ett möte med en samling vita män på King Williams lands sydkust nära Washingtonbukten. På 1990-talet gjorde David C. Woodman djupa efterforskningar av dessa vittnesmål, som senare resulterade i de två böckerna Unravelling the Franklin Mystery (1992) och Strangers Among Us (1995), där han rekonstruerade expeditionens sista månader. 
Hoppet om att hitta de sista försvunna papperen ledde den amerikanske armélöjtnanten Frederick Schwatka till att organisera ytterligare en expedition till ön mellan 1878 och 1880. Han reste till Hudsonbukten med skonerten Eothen och samlade en styrka med bland annat inuiter som hade hjälpt Hall och fortsatte till fots och med hundsläde. Han intervjuade inuiter, besökte kända eller troliga platser där det kunde finnas kvarlevor efter Franklinexpeditionen och han övervintrade på King Williams land. Schwatka misslyckades med att hitta de papper han sökte men vid en middag 1880, som förärades honom av American Geographical Society, berättade han att hans expedition hade genomfört den längsta slädfärden sett både till tid och längd när de på 11 månader och 4 dagar tillryggalagt 4 360 kilometer samt att det var den första arktiska expeditionen där vita livnärde sig endast på inuitisk mat. Han konstaterade även att papperen från Franklinexpeditionen utan tvivel var försvunna. Schwatkaexpeditionen hittade inga spår av Franklinexpeditionen söder om en plats kallad Starvation Cove på Adelaidehalvön. Detta var långt norr om Croziers mål, Backs flod, och flera hundra kilometer från den närmaste västra utposten på Stora Slavsjön.

## Forskningsexpeditioner

### 1981-1982: Utgrävningar på King Williams land
I juni 1981 påbörjade antropologiprofessorn vid University of Alberta, Owen Beattie, 1845–48 Franklin Expedition Forensic Anthropology Project (FEFAP) när han och hans forskningslag reste från Edmonton till King Williams land, genom öns västkust på samma sätt som Franklins besättning hade gjort 132 år tidigare. FEFAP hoppades på att hitta artefakter och skelettdelar så att de kunde använda modern kriminalteknik för att fastställa identiteterna och dödsorsakerna bland de 129 männen.
De hittade arkeologiska artefakter relaterade till 1800-talseuropéer och orörda mänskliga kvarlevor, men Beattie var missnöjd med att de inte hittade fler spår. Då han undersökte Franklins besättningsmän noterade han områden med märken som ofta visas vid C-vitaminbrist vilket är orsaken till skörbjugg. Då han återkom till Edmonton jämförde han anteckningarna från undersökningen tillsammans med Arktisarkeologen James Savelle och fann spår i skeletten som visade på kannibalism. För att få information om Franklinbesättningens hälsa och mat sände han benprover till Alberta Soil and Feed Testing Laboratory och samlade ihop ett forskningslag för ytterligare ett besök på King Williams land. Analysen visade på spår av bly i besättningsmännens skelett med en koncentration som var 10 gånger högre än prover som hade tagits på inuitskelett från samma geografiska område.
I juni 1982 flögs ett forskningslag bestående av Beattie; Walt Kowall, forskningsstuderande i antropologi; Arne Carlson, arkeologi- och geografistuderande samt Arsien Tungilik, inuitisk student och fältassistent, till King Williams lands västkust där de rekonstruerade några av de vägar som McClintock och Schwatka hade gått 1859 respektive 1878–1879. Upptäckterna under denna expedition bestod bland annat av artefakter och kvarlevorna efter mellan 6 och 14 män i omgivningarna omkring där McClintock hittade båten.

### 1984: Utgrävningar och gravöppningar på Beechey
Efter att Beattie hade återvänt till Edmonton 1982 och studerat blynivåerna i fynden från expeditionen arbetade han med att hitta en förklaring. Bland möjligheterna fanns blylödningar som användes i expeditionens matkonserver, annan matförvaring som hade lödningar, tobaksprodukter, bestick, tallrikar och ljus med blyvekar. Han misstänkte att blyförgiftning i kombination med skörbjugg var dödsbringande för Franklins besättning. Bly i skeletten kunde dock visa på att kropparna hade utsatts för bly hela livet och inte under endast en resa, så Beatties teori kunde endast testas genom undersökning av vävnad istället för bendelar. Han beslutade sig därför för att undersöka gravarna på Beechey.

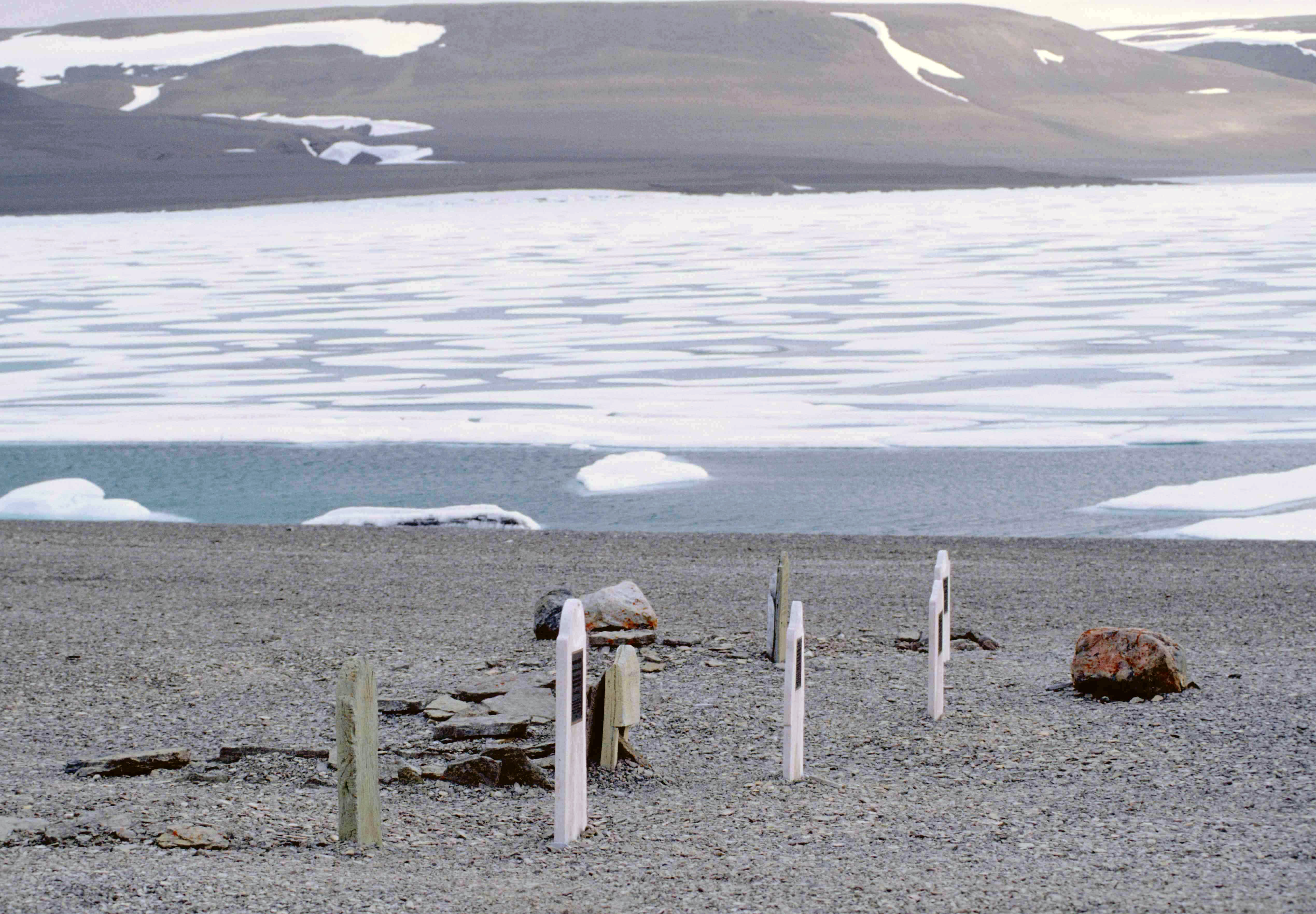
Besättningsmännens gravar på Beechey (2004)

Efter att han hade fått tillstånd åkte Beatties forskningslag till Beechey i augusti 1984 för att genomföra obduktioner på de tre besättningsmännen som låg begravda där. De började med den förste som omkom, försteeldaren John Shaw Torrington. På grund av tidsbrist och dåligt väder återvände expeditionen med vävnads- och benprover till Edmonton efter att gravöppningen och obduktionen av Jahn Hartnells kropp hade genomförts. Spår i John Torringtons ben och hår visade att han hade lidigt av svåra psykiska och fysiska problem orsakade av blyförgiftning. Dödsorsaken var lunginflammation men blyförgiftning var en bidragande faktor.
Under expeditionen besökte forskningslaget en plats omkring 1 kilometer norr om gravarna för att undersöka fragment av hundratals matkonserver som hade kastats av Franklins män. Beattie lade märke till att konservernas skarvar var dåligt lödda med bly som troligen hade kommit i direktkontakt med maten. Offentliggörandet av fynden under 1984 års expedition och bilden på Torrington, ett 138-årigt lik väl bevarat av permafrosten på tundran, resulterade i stor mediauppståndelse och ett förnyat intresse av den försvunna Franklinexpeditionen.

### 1986: Gravöppningar på Beechey
Ytterligare undersökning av gravarna genomfördes 1986. Ett kamerateam filmade hela processen och den visades i en TV-dokumentär 1988. Under svåra utomhusförhållanden tog Derek Notman, radiolog och läkare från University of Minnesota samt radiologiteknikern Larry Anderson, röntgenbilder av besättningsmännen innan obduktionen. Barbara Schweger, expert på arktiska kläder, och patologen Roger Amy assisterade vid undersökningen.
Beattie och hans forskningsslag lade märke till att någon annan hade försökt att gräva upp Hartnell. I försöket hade en yxa förstört trälocket på kistan och kistplaketten var borta. Senare visade forskning i Edmonton att sir Edward Belcher, chef under en av räddningsexpeditionerna, hade beordrat öppning av Hartnells grav i oktober 1852 men fick avbrytas på grund av permafrosten. En månad senare lyckades chefen för en annan räddningsexpedition, Edward A. Inglefield, med att öppna graven och avlägsnade då plaketten.
Till skillnad från Hartnells grav var menige William Braines till stor del intakt. När den öppnades såg forskningslaget tecken på att begravningen av honom hade gått fort. Hans armar, kropp och huvud hade lagts oförsiktigt ner i kistan och en av hans undertröjor hade dragits bakåt. Kistan såg ut att vara för liten för honom då kistlocket hade tryckt in hans näsa. En stor kopparplakett med hans namn och andra personuppgifter satt på kistlocket.

### 1992: King Williams land
1992 kartlade arkeologer och tekniker en plats de kallade NgLj-2, på King Williams lands västkust. Platsen motsvarade beskrivningen på den plats där Leopold McClintock hittade båten. Utgrävningarna resulterade i omkring 400 ben, benfragment och även artefakter med bland annat lerpipor, knappar och mässingsbeslag. Undersökningarna av benen visade på förhöjda nivåer av bly och många skärsår som såg ut som om kroppen hade blivit flådd. Efter uppgifterna från denna expedition blev det allmänt vedertaget att åtminstone några grupper ur Franklins besättning tillgrep kannibalism under den sista tiden i livet.

### Vetenskapliga slutsatser
FEFAP:s fältstudier, utgrävningar och gravöppningar pågick i mer än 10 år. Resultatet av studierna från King Williams land och Beechey Islands artefakter och kvarlevor visade att männen på Beechey sannolikt dog av lunginflammation och möjligen tuberkulos vilket spår av Potts sjukdom i Braines kropp visade på. Toxikologiska rapporter visade på blyförgiftning som en bidragande orsak. Skärsår från vassa blad som hittades på några av besättningsmännens ben sågs som tecken på kannibalism. Spår visade att en kombination av kyla, hunger, sjukdomar som skörbjugg, lunginflammation, tuberkulos och blyförgiftning dödade större delen av Franklins besättning.

## Övriga faktorer
Franklins val av passage längs den västra sidan av King Williams land förde Erebus och Terror in i en tjock ismassa som inte alltid smälter under somrarna, medan vägen längs östkusten vanligen smälter och senare var den väg Roald Amundsen tog under sin framgångsrika resa genom Nordvästpassagen. Franklinexpeditionen, som satt fast i isen under två vintrar, var inte tillräckligt utrustad och tränad för landtransport. Vissa av besättningsmedlemmarna som gick söderut från Erebus och Terror bar med sig många föremål som inte behövdes för att överleva i Arktis. McClintock lade märke till ett stort antal tunga föremål i livbåten som han sammantaget tyckte var av dödlig vikt, onödiga och troligen kunde ha försvagat männen. Utöver detta kan kulturella faktorer ha hindrat besättningen från att snabbt söka hjälp från inuiterna eller använda deras överlevnadsteknik.

## Historiskt arv
Den viktigaste omedelbara konsekvensen av den sista Franklinexpeditionen var kartläggningen av flera tusen kilometer dittills outforskad kust. Richard Cyrax skrev att expeditionens försvinnande troligen gav mer geografisk kunskap än vad en lyckad expedition skulle ha gjort. Samtidigt svalnade amiralitetets vilja till arktiska expeditioner och det dröjde många år innan George Nares expedition 1875-1876. Nares konstaterade då att det inte fanns någon farbar genomfart till nordpolen, vilket blev slutet på Royal Navys mångåriga engagemang i arktiska expeditioner och slutet på den era då sådana upptäcktsresor sågs som nödvändiga investeringar både sett till pengar och mänskliga resurser. Istället vändes engelska polarfarares blickar nu mot Antarktis, som dock saknade all strategisk betydelse. Roald Amundsens upptäcktsresa 1903-1905 blev slutkrönet på flera århundradens sökande efter Nordvästpassagen.
Som en hyllning till expeditionen fick den nordligaste delen av Northwest Territories, i stort sett den arktiska övärlden (inklusive Baffinön) plus Boothia- och Melvillehalvöarna, 1895 namnet District of Franklin, ett namn den behöll fram till etablerandet av Nunavut 1999 även om distriktet i praktiken hade upphört att fungera som en separat administrativ enhet omkring 1990.

## Kulturellt arv

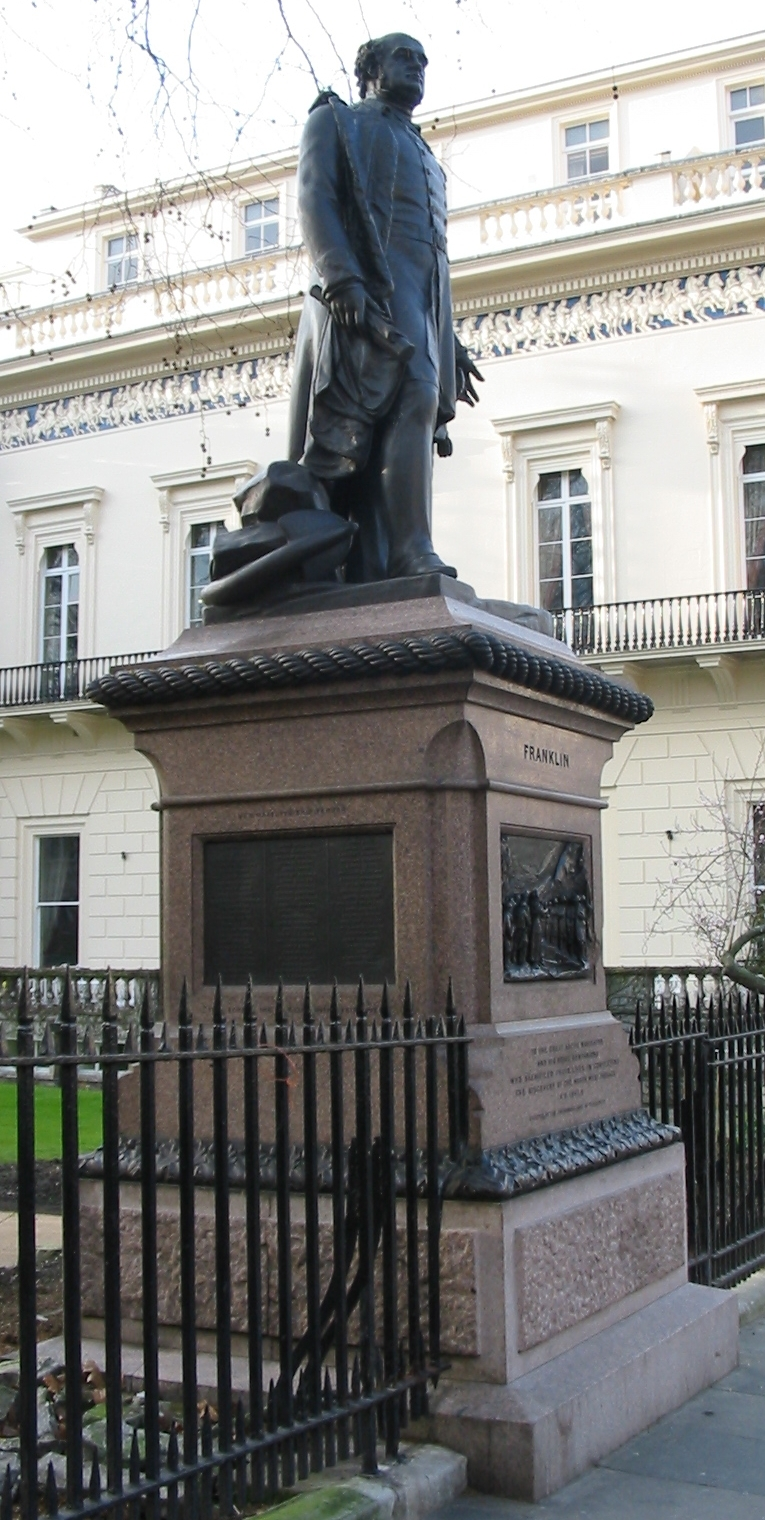
Staty över John Franklin i London.

Under flera år efter Franklinexpeditionens försvinnande framställde viktoriansk media honom som en hjälte som ledde sina män i sökandet efter Nordvästpassagen. En staty över honom i hans hemstad Spilsby har inskriptionen "Sir John Franklin — Upptäckare av Nordvästpassagen", och statyer av Franklin utanför Athenaeum Club i London och Tasmanien har liknande inskriptioner. Expeditionens öde och den troliga kannibalismen debatterades flitigt, men Franklins status hos den viktorianska allmänheten var stark.
Från 1850-talet och framåt har Franklins sista expedition inspirerat till många litterära verk. Bland de första var pjäsen The Frozen Deep, som skrevs av Wilkie Collins med assistans och uppsättning av Charles Dickens. Pjäsen spelades för privat publik på Tavistock House i början av 1857, liksom vid Royal Gallery of Illustration (bland annat med ett särskilt framträdande för drottning Viktoria), samt för allmänheten på Manchester Trade Union Hall. Nyheter 1859 om Franklins död inspirerade poeter som exempelvis Algernon Charles Swinburne.  
Berättelser inspirerade av den sista Franklinexpeditionen började med Jules Vernes Kapten Hatteras resa till Nordpolen, (1864), där romanens hjälte försöker att gå i Franklins fotspår och upptäcker att nordpolen domineras av en enorm vulkan. Den tyske romanförfattaren Sten Nadolnys Upptäckten av långsamheten (1983) skildrar hela Franklins liv och berättar endast översiktligt om hans sista expedition. Bland andra senare romanförfattare finns Mordecai Richler, William T. Vollmann, John Wilson och Dan Simmons. Expeditionen har även varit temat för skräckrollspelet Walker in the Wastes. Skräckromanen "The Terror" av Dan Simmons (2007) handlar också om expeditionen
Franklins sista expedition har även gett upphov till musikaliska verk, som exempelvis "Lady Franklin's Lament" (även kallad "Lord Franklin"), som skrevs på 1850-talet och har spelats in av bland andra Martin Carthy, Pentangle, Sinéad O'Connor, Pearlfishers och John Walsh.  Bland andra Franklininspirerade sånger finns Fairport Conventions "I'm Already There" och James Taylors "Frozen Man" (som baserades på Beatties bilder av John Torrington).  
Expeditionens influenser inom kanadensisk litteratur är särskilt utmärkande. Bland de mest kända nutida Franklinballaderna finns Northwest Passage som skrevs av Ontariosångaren Stan Rogers (1981), och som har kallats Kanadas inofficiella nationalsång. Den kanadensiska romanförfattaren Margaret Atwood har berättat om Franklinexpeditionen som en kanadensisk nationell myt, där hon menar att inom alla kulturer berättas historier, men bara vissa berättas om igen och inom kanadensisk litteratur är Franklinexpeditionen en sådan.
Inom konsten har många amerikanska och brittiska målningar inspirerats av expeditionens öde. 1861 avtäckte Frederic Edwin Church sin stora duk "Isbergen" och senare samma år, innan han tog den till en utställning i England, lade han till en bild av en bruten skeppsmast som en tyst hyllning till John Franklin. 1864 orsakade sir Edwin Landseers "Man Proposes, God Disposes" upprörda känslor på Royal Academys utställning, då målningen skildrade två isbjörnar där den ena tuggade på ett skeppsvraks flagga och den andra gnagde på revben från en människa. Detta sågs på den tiden som dålig smak men anses vara en av de mer kraftfulla skildringarna av expeditionens öde. Expeditionen inspirerade även till flera populära gravyrer och illustrationer tillsammans med panoramor, dioramor och ljusshower.